# ميلتون لازاروس
ميلتون لازاروس (بالإنجليزية: Milton Lazarus)‏ هو كاتب مسرحي وكاتب سيناريو أمريكي، ولد في 1898، وتوفي في 1955.

## وصلات خارجية
- ميلتون لازاروس على موقع IMDb (الإنجليزية)
- ميلتون لازاروس على موقع ميوزك برينز (الإنجليزية)
- ميلتون لازاروس على موقع أول موفي (الإنجليزية)
- ميلتون لازاروس على موقع قاعدة بيانات برودواي على الإنترنت (الإنجليزية)
- ميلتون لازاروس على موقع قاعدة بيانات الفيلم (الإنجليزية)
- ميلتون لازاروس على موقع كينوبويسك (الروسية)